# Charles Krauthammer
Charles Krauthammer (n. 13 martie 1950, New York City, New York, SUA – d. 21 iunie 2018, Washington, D.C., District of Columbia, SUA) a fost un cronicar⁠(d) și comentator conservator american. Krauthammer a câștigat premiul Pulitzer pentru articolele sale din The Washington Post în 1987. Scrierile sale săptămânale au apărut în peste 400 de publicații din întreaga lume.
În timpul primului an de studiu la Facultatea de Medicină Harvard, Krauthammer a suferit un accident pe trambulină și a rămas paralizat de la brâu în jos. După 14 luni de terapie, acesta și-a reluat studiile și a absolvit facultatea. În calitate de psihiatru, a colaborat la redactarea Manualului de diagnostic și statistică al tulburărilor mintale III în 1980. A fost membru al administrației Carter⁠(d) din 1978, ocupând funcția de director al cercetării psihiatrice, iar din 1980 a fost însărcinat cu redactarea discursurilor⁠(d) vicepreședintelui Walter Mondale.
Spre sfârșitul anilor 1970 și începutul anilor 1980, Krauthammer și-a început cariera de comentator pe subiecte politice și editorialist. Din 1985 publică o rubrică săptămânală în The Washington Post; aceasta i-a adus premiul Publizer pentru comentariu⁠(d) în 1987 datorită „rubricilor profunde și pline de umor care abordează problemele naționale”. A fost invitat săptămânal în cadrul emisiunii PBS Inside Washington⁠(d) din 1990 până la anularea acesteia în decembrie 2013. Acesta a colaborat cu revista politică The Weekly Standard⁠(d), cu canalul de televiziune Fox News și a fost invitat al emisiunii Special Report with Brit Hume⁠(d).
Krauthammer a fost apreciat pentru scrierile sale despre politica externă. Acesta a reprezentat o personalitate conservatoare importantă, fiind un cunoscut susținător al armatei Statelor Unite și al prezenței țării pe scena politică globală. Acesta e inventat termenul doctrina Reagan și a susținut atât războiul din Golf, cât și cel din Irak.
Din august 2017, acesta s-a retras din viața publică și a suspendat publicarea rubricii sale din cauza luptei cu cancerul. Krauthammer a încetat din viață pe 21 iunie 2018.

## Biografie
Krauthammer s-a născut la 13 martie 1950 într-un borough din Manhattan. Tatăl său, Shulim Krauthammer (23 noiembrie 1904 – iunie 1987), era de loc din Bolekhiv, Ucraina (la vremea respectivă parte a Imperiului Austro-Ungar ), iar mai târziu a devenit cetățean naturalizat francez. Mama sa, Thea (născută Horowitz), era de loc din Anvers, Belgia. Familia Krauthammer era francofonă. La vârsta de 5 ani, familia s-au mutat în Montreal. Pe parcursul anului școlar au locuit în Montreal, iar vacanțele de vară și le petreceau în Long Beach⁠(d), New York. Acesta a absolvit liceul Herzliah⁠(d). Ambii părinți erau evrei ortodocși.
Krauthammer a urmat cursurile Universității McGill din Montreal și a absolvit în 1970 cu o licență în economie și științe politice. La vremea respectivă, Universitatea McGill era un focar de convingeri radicale, iar Krauthammer menționa că acest context i-a influențat antipatia față de extremismul politic: „Am devenit foarte conștient de pericolele, ipocriziile și de extremismul tipic extremelor politice. Această reacție m-a curățat la începutul evoluției mele politice de orice romantism”. Acesta a mai precizat că: „Am detestat atât extrema stângă, cât și extrema dreaptă și m-am trezit undeva la mijloc”. În anul următor, după ce a absolvit McGill, a studiat politica la Colegiul Balliol al Universității Oxford⁠(d) înainte să revină în Statele Unite să urmeze cursurile Facultății de Medicină Harvard.
În urma unui accident suferit în timp ce practica sărituri în apă în primul său an de facultate, Krauthammer a rămas paralizat de la brâu în jos. Cu toate acestea, și-a continuat studiile și a absolvit facultatea în 1975. Din 1975 până în 1978, acesta a fost rezident în psihiatrie în cadrul Spitalului General din Massachusetts⁠(d). În această perioadă a remarcat o variantă a depresiei maniacale (i.e. tulburare bipolară) pe care a numit-o manie secundară⁠(d). Și-a publicat descoperirile în jurnalul Archives of General Psychiatry⁠(d). De asemenea, a fost co-autorul unui studiu despre epidemiologia maniei.
În 1978, Krauthammer s-a mutat la Washington, D.C. pentru a gestiona cercetarea psihiatrică sub conducerea administrației Carter⁠(d). A redactat articole despre politică pentru revista The New Republic⁠(d), iar în 1980 a fost redactor de discursuri pentru vicepreședintele Walter Mondale.A contribuit la cea de-a treia ediție a Manualului de Diagnostic și Statistic al Tulburărilor Mintale. În 1984, a fost licențiat⁠(d) în psihiatrie de către Consiliul American de Psihiatrie și Neurologie⁠(d).

## Convingeri

### Bioetică și medicină
Krauthammer a fost un susținător al legalizării avortului - deși considera decizia din cazul Roe v. Wade ca fiind greșită - și s-a opus eutanasiei. 
Krauthammer a fost numit în Consiliul de Bioetică⁠(d) al președintelui George W. Bush în 2002. Acesta a susținut relaxarea legislației privind finanțarea cercetării celulelor stem⁠(d) ale embrionilor umani. Krauthammer a sprijinit cercetarea celulelor stem embrionare⁠(d) ale embrionilor respinși de clinicile de fertilitate, însă a impus limite procedurii. Cu toate acestea, s-a opus clonării umane. A atras atenția asupra faptului că oamenii de știință sunt pe cale „să creeze o clasă de supraoameni”. Janet Rowley⁠(d), membră a consiliului, a declarat că omenirea este departe de viziunea lui Krauthammer.
În martie 2009, Krauthammer a fost invitat să semneze un ordin executiv al președintelui Barack Obama la Casa Albă, dar a refuzat să participe din cauza temerilor sale cu privire la clonarea embrionilor umani⁠(d) și crearea de embrioni umani utilizați exclusiv în cercetare. De asemenea, a comparat „seriozitatea morală” a declarației lui Bush cu privire la celulele stem din 9 august 2001 cu cea a discursului lui Obama.
Krauthammer a criticat ideea testamentelor de viață, starea actuală a consilierii paliative⁠(d) și considera că Obamacare⁠(d) va înrăutăți situația.

### Încălzirea globală și energia
Krauthammer a fost de multă vreme un susținător al implementării unor impozite mai mari pe energie din considerente economice.
Krauthammer a declarat în The Washington Post pe 20 februarie 2014: „Nu cred în încălzirea globală. Nu neg încălzirea globală⁠(d)”. Nu a considerat încălzirea globală ca fiind știință deoarece o mare parte din lucrurile pe care le stabilim ca fiind soluționate se dovedesc a nu fi așa.

### Ideologia
Meg Greenfield⁠(d), cea care a editat rubricile sale din The Washington Post timp de 15 ani, i-a descris rubrica săptămânală drept „independentă și greu de fixat pe spectrul politic. Este o rubrică foarte dură. Nu conține informații „la modă⁠(d)”. Nu știi niciodată ce se va întâmpla în continuare”. Hendrik Hertzberg⁠(d), fostul său coleg din perioada când activa pentru The New Republic în anii 1980, declara că la prima lor întâlnire în 1978, Krauthammer era  „70% liberal, 30% democrat”, adică adopta o poziție dură în cazul Israelului și în relațiile cu Uniunea Sovietică. La mijlocul anilor 1980 era încă „50-50: destul de liberal pe probleme economice și sociale, dar complet neoconservator pe politică externă”. Hertzberg l-a caracterizat pe Krauthammer în 2009 ca fiind un republican solid. Krauthammer a fost descris în mass-media drept un conservator.

### Alte opinii
Krauthammer s-a opus implementării pedepsei capitale, a criticat mișcarea designului inteligent și a susținut consensul științific⁠(d) cu privire la evoluție, caracterizând controversa religie-știință un „conflict fals”. În 2005, Krauthammer a redactat numeroase articole în care descria designul inteligent drept un „creaționism înfrumusețat”.
În 2017, Krauthammer a susținut ridicarea unei bariere de separare⁠(d) la granița dintre Mexic și Statele Unite⁠(d).

## Lucrări
- Cutting Edges: Making Sense of the Eighties (1988)
- Democratic Realism: An American Foreign Policy for a Unipolar World, (2004 speech)
- Things That Matter: Three Decades of Passions, Pastimes and Politics (2013)
- The Point of It All: A Lifetime of Great Loves and Endeavors (with Daniel Krauthammer), Crown Forum, 2018